# Elijah Parish Lovejoy
assinatura
Elijah Parish Lovejoy (9 de novembro de 1802 – 7 de novembro de 1837) foi um ministro presbiteriano americano, jornalista, editor de jornal e abolicionista . Após seu assassinato por uma multidão, ele se tornou um mártir da causa abolicionista que se opunha à escravidão nos Estados Unidos. Ele também foi aclamado como defensor da liberdade de expressão e da liberdade de imprensa.
Lovejoy nasceu na Nova Inglaterra e se formou no que hoje é o Colby College . Insatisfeito com a carreira docente, sentiu-se atraído pelo jornalismo e decidiu “ir para o Oeste”. Em 1827, ele chegou a St. Louis, Missouri. Sob o Compromisso de Missouri de 1820, o Missouri entrou nos Estados Unidos como um estado escravista . Lovejoy editou um jornal, mas voltou para o leste por um tempo para estudar para o ministério na Universidade de Princeton . Em seu retorno a St. Louis, ele fundou o St. Louis Observer, no qual se tornou cada vez mais crítico da escravidão e dos poderosos interesses que protegiam a escravidão. Enfrentando ameaças e ataques violentos, Lovejoy decidiu atravessar o rio para Alton, em Illinois, um estado livre . No entanto, Alton também estava ligado à economia do rio Mississippi, facilmente acessível pelos missourianos anti-Lovejoy, e fortemente dividido em relação ao abolicionismo.
Em Alton, Lovejoy foi morto a tiros durante um ataque de uma multidão pró-escravidão. A multidão estava tentando destruir um armazém de propriedade de Winthrop Sargent Gilman e Benjamin Godfrey, que continha a impressora e materiais abolicionistas de Lovejoy. De acordo com John Quincy Adams, o assassinato "[deu] um choque como se fosse um terremoto em todo o país."  O Boston Recorder escreveu que "esses eventos provocaram em todas as partes do país 'uma explosão de indignação que não teve paralelo neste país desde a Batalha de Lexington .'" Quando informado sobre o assassinato, John Brown disse publicamente: “Aqui, diante de Deus, na presença destas testemunhas, a partir de agora, consagro a minha vida à destruição da escravidão”.  Lovejoy é frequentemente visto como um mártir da causa abolicionista e de uma imprensa livre. O Monumento Lovejoy foi erguido em Alton em 1897.

### Trabalhos citados
- Beecher, Edward (1969). Narrative of Riots at Alton, in Connection with the Death of Rev. Elijah P Lovejoy. [S.l.]: Mnemosyne Pub. Co
- Lawson, John D. (1916).  Robert L. Howard, ed. American State Trials: A Collection of the Important and Interesting Criminal Trials which have taken place in the United States, from the beginning of our Government to the Present Day. St. Louis: F. H. Thomas Law Book Co
- Lovejoy, Joseph C.; Lovejoy, Owen (1838). Memoir of the Rev. Elijah P. Lovejoy: Who was Murdered in Defence of the Liberty of the Press at Alton, Illinois, Nov. 7, 1837. New York: J. S. Taylor
- Tanner, Henry (1971). The Martyrdom of Lovejoy: An Account of the Life, Trials, and Perils of Rev Elijah P. Lovejoy. [S.l.]: A. M. Kelley. ISBN 0-678-00744-6